# Taekwondo en los Juegos Panafricanos de 2023
El torneo de taekwondo en los Juegos Panafricanos de 2023 se realizó Acra (Ghana) entre el 17 y el 22 de marzo de 2024. En total se disputaron en este deporte diecisiete pruebas diferentes: ocho masculinas, ocho femeninas y una mixta.

## Resultados

### Masculino
| Evento | Oro                           | Plata                          | Bronce                                                           |
| ------ | ----------------------------- | ------------------------------ | ---------------------------------------------------------------- |
| –54 kg | Moatazbelá Aboserea · Egipto  | Mahamadou Amadou Níger         | Siriman Ballo Mali Ibrahima Joel Diallo Costa de Marfil          |
| –58 kg | Nouridine Issaka Níger        | Issa Diakité Costa de Marfil   | Casimir Betel Chad Youssouf Simpara Mali                         |
| –63 kg | Mohamed Jalil Yendubi Túnez   | Bocar Diop Senegal             | Maman Mansour Chipkaou Níger Ben Younouss Konaté Costa de Marfil |
| –68 kg | Mouhamadou Mansour Lo Senegal | Aaron Kobenan Costa de Marfil  | Ibrahim Maiga · Burkina Faso · Ahmed Nasar · Egipto              |
| –74 kg | Aboubacar Mangue Gaya Níger   | Rami Isa · Egipto              | Hani Tebib Argelia Jean Kouamé Costa de Marfil                   |
| –80 kg | Firas Katusi Túnez            | Seif Isa · Egipto              | Faysal Sawadogo Burkina Faso Ismaël Coulibaly Mali               |
| –87 kg | Ahmad Rawi · Egipto           | Moataz Ifaui Túnez             | Anicet Kassi Costa de Marfil Sofian Elasbi Marruecos             |
| +87 kg | Abdoulrazak Issoufou Níger    | Abdalá Isam Mohyeldin · Egipto | Anthony Obame Gabón Ayub Basel Marruecos                         |

### Femenino
| Evento | Oro                              | Plata                                    | Bronce                                              |
| ------ | -------------------------------- | ---------------------------------------- | --------------------------------------------------- |
| –46 kg | Zaraou Abdou Bilane Níger        | Sukaina Sahib Marruecos                  | Michelle Tau Lesoto Ngoné Fall Senegal              |
| –49 kg | Ikram Dahri Túnez                | Yana Jatab · Egipto                      | Karabo Kula Botsuana Nabintou Koné Costa de Marfil  |
| –53 kg | Uhud Ben Aun Túnez               | Bouma Ferimata Coulibaly Costa de Marfil | Umaima El-Buchti Marruecos Chinazum Nwosu Nigeria   |
| –57 kg | Chaima Tumi Túnez                | Mariama Cissé Costa de Marfil            | Yacine Diaw Senegal Maïmouna Konaté Mali            |
| –62 kg | Wafa Masguni Túnez               | Koumba Ibo Costa de Marfil               | Meriem Julal · Marruecos · Nadin Mahmud · Egipto    |
| –67 kg | Elizabeth Anyanacho Nigeria      | Aya Shehata · Egipto                     | Fanta Traoré Mali Safia Salih Marruecos             |
| –73 kg | Umaima Bumh Marruecos            | Urgence Mouega Gabón                     | Jully Musangi Kenia Abenan Dangnide Costa de Marfil |
| +73 kg | Fatima-Ezahra Abufaras Marruecos | Astan Bathily Costa de Marfil            | Faith Ogallo · Kenia · Toka Hasan · Egipto          |

### Mixto
| Evento | Oro                                                                                         | Plata                                                                                          | Bronce                                                                                           |
| ------ | ------------------------------------------------------------------------------------------- | ---------------------------------------------------------------------------------------------- | ------------------------------------------------------------------------------------------------ |
| Equipo | Ayub Basel Umaima El-Buchti Umaima Bumh Sofian Elasbi Meriem Julal Haizam Zarguti Marruecos | Moatazbelá Aboserea · Rami Isa · Yana Jatab · Nadin Mahmud · Ahmad Rawi · Aya Shehata · Egipto | Ifeoluwa Ajayi Elizabeth Anyanacho Peter Itiku Paul Kolade Chinazum Nwosu Chidinma Okoko Nigeria |

## Medallero
| Núm. | País            | Oro | Plata | Bronce | Total |
| ---- | --------------- | --- | ----- | ------ | ----- |
| 1    | Túnez           | 6   | 1     | 0      | 7     |
| 2    | Níger           | 4   | 1     | 1      | 6     |
| 3    | Marruecos       | 3   | 1     | 5      | 9     |
| 4    | Egipto          | 2   | 6     | 3      | 11    |
| 5    | Senegal         | 1   | 1     | 2      | 4     |
| 6    | Nigeria         | 1   | 0     | 2      | 3     |
| 7    | Costa de Marfil | 0   | 6     | 6      | 12    |
| 8    | Gabón           | 0   | 1     | 1      | 2     |
| 9    | Mali            | 0   | 0     | 5      | 5     |
| 10   | Burkina Faso    | 0   | 0     | 2      | 2     |
| 10   | Kenia           | 0   | 0     | 2      | 2     |
| 12   | Argelia         | 0   | 0     | 1      | 1     |
| 12   | Botsuana        | 0   | 0     | 1      | 1     |
| 12   | Chad            | 0   | 0     | 1      | 1     |
| 12   | Lesoto          | 0   | 0     | 1      | 1     |
|      | TOTAL           | 17  | 17    | 33     | 67    |